# Chris Larkin
Christopher Stephens, connu sous le nom de scène Chris Larkin est un acteur britannique, né le 19 juin 1967 à Londres.

## Biographie
Connu pour avoir interprété Hermann Göring dans le téléfilm Hitler : La Naissance du mal, Christopher Stephens est le fils de Maggie Smith et de Robert Stephens. Il étudie à la London Academy of Music and Dramatic Art avant de commencer sa carrière.

## Filmographie

### Cinéma
- 1995 : Des anges et des insectes : Robin
- 1999 : Un thé avec Mussolini : major Gibson
- 2003 : Master and Commander : De l'autre côté du monde : capitaine Howard
- 2008 : Walkyrie : sergent Helm
- 2008 : You Me and Captain Longbridge : capitaine Longbridge
- 2010 : In the Meadow - Anthony
- 2012 : The Facility - Dr Mansell
- 2015 : The Program - John Wilcockson
- 2019 : Official Secrets - Nigel H. Jones